# Nigel Redman
Nigel Charles Redman (Cardiff, 16 de agosto de 1964) es un exjugador británico de rugby que se desempeñaba como segunda línea.

## Selección nacional
Fue convocado al XV de la Rosa por primera vez en enero de 1984 para enfrentar a los Wallabies, perdió su poca regularidad en el seleccionado a partir de 1988 y disputó su último partido en julio de 1997 ante el mismo rival de su debut. En total jugó 20 partidos y marcó un try para un total de 4 puntos (así valía un try por aquel entonces).

### Participaciones en Copas del Mundo
Disputó dos Copas del Mundo; Nueva Zelanda 1987 donde Redman marcó su único try con el seleccionado ante los Brave Blossoms y los ingleses fueron derrotados por los Dragones rojos en cuartos de final, quedando eliminados. Cuatro años más tarde en Inglaterra 1991, el XV de la Rosa avanzó hasta semifinales donde venció al XV del Cardo y luego cayó en la final del torneo ante Australia.
| Mundial                       | Sede          | Resultado        | PJ | Tries |
| ----------------------------- | ------------- | ---------------- | -- | ----- |
| Copa Mundial de Rugby de 1987 | Nueva Zelanda | Cuartos de final | 3  | 1     |
| Copa Mundial de Rugby de 1991 | Inglaterra    | Subcampeón       | 2  | 0     |

## Palmarés
- Campeón de la Copa de Campeones Europeos de Rugby de 1997-1998.
- Campeón de la Premiership Rugby de 1988-89, 1990-91, 1991-92, 1992-93, 1993-94 y 1995-96.
- Campeón de la Anglo-Welsh Cup de 1984-85, 1985-86, 1986-87, 1988-89, 1989-90, 1991-92, 1993-94, 1994-95 y 1995-96.